# Mã Hưng Thụy
Mã Hưng Thụy (tiếng Trung giản thể: 马兴瑞, bính âm Hán ngữ: Mǎ Xìng Ruì, sinh ngày 6 tháng 10 năm 1959, người Hán) là chuyên gia kỹ thuật cơ khí và nhà khoa học hàng không vũ trụ, chính trị gia nước Cộng hòa Nhân dân Trung Hoa. Ông là Ủy viên Bộ Chính trị Ủy ban Trung ương Đảng Cộng sản Trung Quốc khóa XX, Ủy viên Trung ương Đảng khóa XIX, khóa XVIII, hiện là Bí thư Khu ủy Khu tự trị Duy Ngô Nhĩ Tân Cương, Bí thư thứ nhất kiêm Chính ủy thứ nhất Binh đoàn sản xuất và xây dựng Tân Cương. Ông nguyên Phó Bí thư Tỉnh ủy, Bí thư Đảng tổ, Tỉnh trưởng Quảng Đông; Bí thư Thành ủy thành phố Thâm Quyến, tỉnh Quảng Đông, Bí thư Ủy ban Chính Pháp Quảng Đông; Phó Bộ trưởng Bộ Công nghiệp và Công nghệ thông tin Trung Quốc, Ủy viên Đảng tổ, Cục trưởng Cục Vũ trụ Quốc gia Trung Quốc.
Mã Hưng Thụy là Đảng viên Đảng Cộng sản Trung Quốc, học vị Cử nhân Kỹ thuật cơ học, Thạc sĩ Cơ khí tổng quan, Tiến sĩ Cơ học đại cương, học hàm Giáo sư ngành Hàng không vũ trụ. Ông là nhà khoa học hàng không vũ trụ nổi tiếng của Trung Quốc, với sự nghiệp thiết kế, chỉ huy các dự án vũ trụ gồm vệ tinh, tàu vũ trụ như Chương trình thám hiểm Mặt Trăng, Chương trình Thần Châu trước khi bước vào chính trường, tham gia lãnh đạo Trung Quốc.

## Xuất thân và giáo dục
Mã Hưng Thụy sinh ngày 6 tháng 10 năm 1959 tại địa cấp thị Song Áp Sơn, tỉnh Hắc Long Giang, Cộng hòa Nhân dân Trung Hoa. Ông được sinh ra và lớn lên trong một gia đình thợ mỏ vùng Đông Bắc Trung Quốc, có nguyên quán tại huyện Vận Thành, địa cấp thị Hà Trạch, tỉnh Sơn Đông, cả gia đình từ Sơn Đông tới Hắc Long Giang để sinh sống và làm việc khu mỏ từ những năm 1930 thời ông nội của ông. Trong gia đình, bố và các anh trai của ông đều là thợ mỏ của Cục Khai thác mỏ Song Áp Sơn. Năm 1978, ông tham gia kỳ thi đại học, trúng tuyển và nhập học Khoa Kỹ thuật cơ điện, Học viện Khoáng nghiệp Phụ Tân (阜新矿业学院, nay là Đại học Công trình kỹ thuật Liêu Ninh) ở tỉnh Liêu Ninh. Hầu hết các chuyên ngành mà ông ứng tuyển ban đầu đều liên quan đến khai thác than đá, tuy nhiên, cùng năm trúng tuyển, Học viện Phụ Tân mới thành lập ngành cơ khí kỹ thuật và ông được trường chọn vào lớp cơ khí kỹ thuật vì thành tích xuất sắc trong ba môn toán, vật lý và hóa học.
Mã Hưng Thụy theo học khóa cơ học thứ nhất của trường, được giảng dạy kết hợp bởi Đại học Thanh Hoa và Đại học Công nghệ Đại Liên, tốt nghiệp Cử nhân chuyên ngành Kỹ thuật cơ học năm 1982, sau đó tới thành phố Thiên Tân để theo học cao học tại Đại học Thiên Tân, nhận bằng Thạc sĩ Cơ khí tổng quan năm 1985. Thời gian này ông được hướng dẫn bởi nhà nghiên cứu Trần Dư Thứ, Viện sĩ Viện Kỹ thuật Trung Quốc. Tháng 3 năm 1985, ông trở về quê nhà Hắc Long Giang, là nghiên cứu sinh tại Viện nghiên cứu Động lực học phi hành, Đại học Công nghiệp Cáp Nhĩ Tân, được hướng dẫn bởi nhà nghiên cứu Hoàng Văn Hổ, Viện sĩ Viện Kỹ thuật Trung Quốc. Tháng 3 năm 1988, ông bảo vệ thành công luận án tiến sĩ đề tài Động lực học đàn hồi phổ biến trên thế giới (国际上热门的弹性动力学), trở thành Tiến sĩ Cơ học đại cương. Tháng 1 năm 1988, trước khi hoàn thành chương trình tiến sĩ, ông được kết nạp vào Đảng Cộng sản Trung Quốc, và tham gia lớp tiến tu bồi dưỡng cán bộ lãnh đạo cấp sảnh, địa từ tháng 11 năm 2004 đến tháng 1 năm 2005 tại Trường Đảng Trung ương Đảng Cộng sản Trung Quốc.

## Sự nghiệp

### Khoa học và giáo dục

#### Giáo dục
Tháng 3 năm 1988, sau khi trở thành tiến sĩ cơ học, Mã Hưng Thụy bắt đầu sự nghiệp của mình khi được Đại học Công nghiệp Cáp Nhĩ Tân giữ lại làm giảng viên. Từ khi vào đại học năm 1978 đến khi nhận bằng tiến sĩ năm 1988, ông đã theo học trong lĩnh vực cơ khí trong gần 10 năm với mục tiêu hoạt động giáo dục trong sự nghiệp. Tháng 11 năm 1989, ông được thăng học hàm từ giảng viên lên phó giáo sư, và trở thành Giáo sư ngành Cơ học năm 1991, khi 32 tuổi, đồng thời được trao giải thưởng Tiến sĩ Trung Quốc có đóng góp xuất sắc cho đất nước (做出突出贡献的中国博士学位获得者) bởi Ủy ban Giáo dục Quốc gia Trung Quốc, nay là Bộ Giáo dục Trung Quốc. Năm 1993, ở tuổi 34, ông trở thành Tiến sĩ Sinh đạo sư trẻ nhất tại Đại học Công nghiệp Cáp Nhĩ Tân, phụ trách hướng dẫn nghiên cứu sinh tiến sĩ ngành cơ học. Cùng năm, ông được bổ nhiệm làm Chủ nhiệm Khoa Cơ học và Kỹ thuật hàng không và kiêm nhiệm là Phó Viện trưởng Học viện Hàng không vũ trụ Đại học Công nghiệp Cáp Nhĩ Tân từ năm 1995. Năm 1996, ông được bổ nhiệm làm Phó Hiệu trưởng Đại học Công nghiệp Cáp Nhĩ Tân và giữ chức vụ này cho đến cuối năm, với gần 10 năm giảng dạy giáo dục.

#### Khoa học vũ trụ

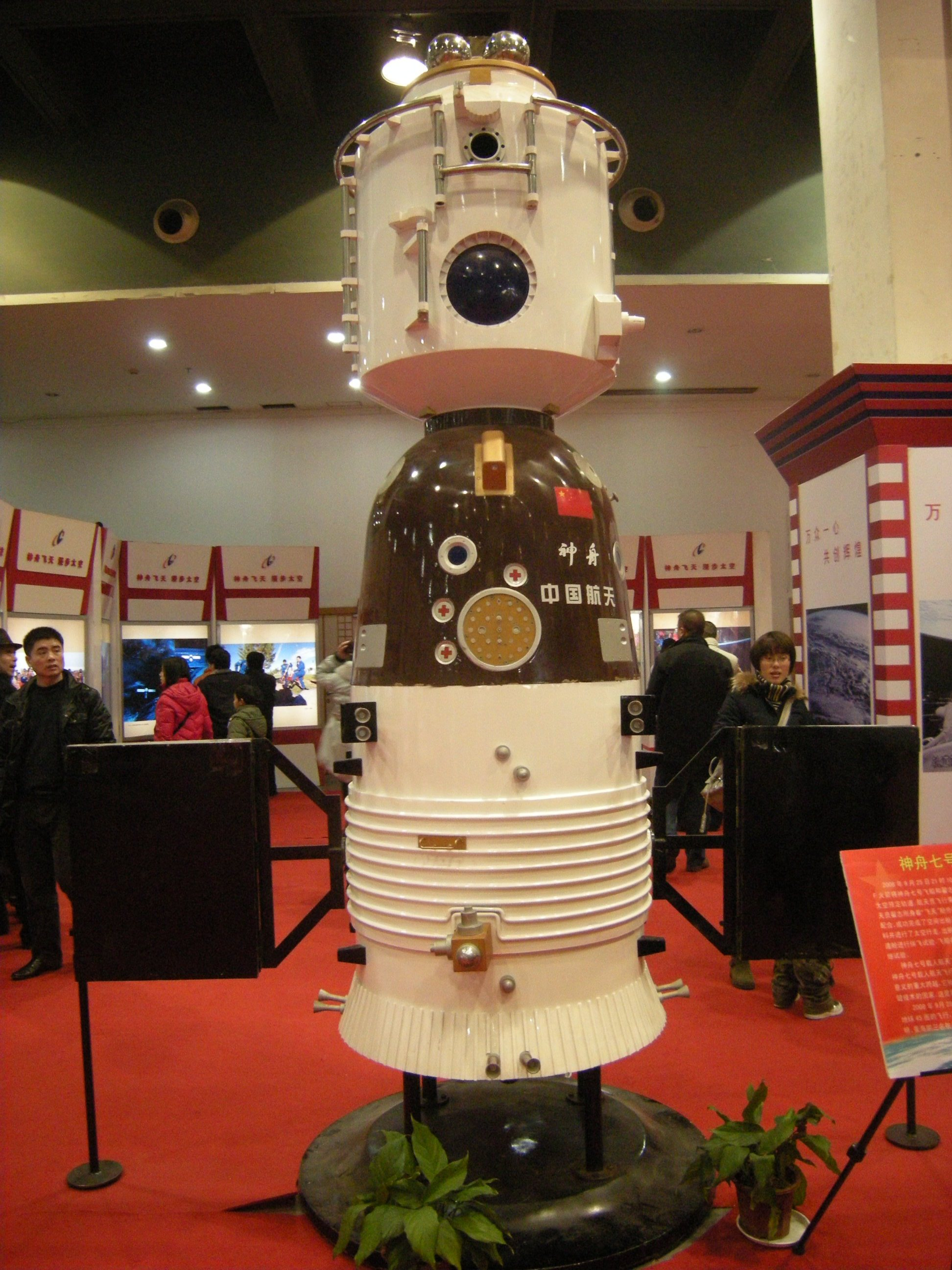
Mô hình tàu vũ trụ Thần Châu 7 được Mã Hưng Thủy chỉ đạo thiết kế và phóng lên vũ trụ.

Tháng 5 năm 1996, Mã Hưng Thụy được điều động tới khối doanh nghiệp nhà nước lĩnh vực hàng không vũ trụ, nhậm chức Phó Viện trưởng Viện nghiên cứu Kỹ thuật không gian Trung Quốc (tức Ngũ Viện) của Hàng Thiên, là Ủy viên Đảng ủy, cấp chính sảnh, địa. Ở Ngũ Viện, ông đồng thời là Tổng chỉ huy kiêm Thiết kế trưởng Vệ tinh thực tiễn số 5 (实践五号, Shijian-5) kiêm Tổ trưởng Tổ chuyên nghiệp hệ thống vệ tinh của Bộ Tổng trang bị Quân giải phóng Nhân dân Trung Quốc. Năm 1999, Hàng Thiên phân tách thành Tập đoàn Khoa học và Công nghệ Hàng không vũ trụ (CASC) và Tập đoàn Khoa học và Công nghiệp Hàng không vũ trụ (CASIC), ông được phân công làm Phó Tổng giám đốc CASC từ tháng 9 cùng năm, công tác cùng thời và cùng vai trò với Vương Dũng ở Hàng Thiên, được phân về làm Phó Tổng giám đốc CASIC. Giai đoạn 1999 đến 2007, là Phó Tổng Giám đốc CASC, ông tham gia công tác hàng không ở hệ thống tổ chức nhiều cơ quan và đơn vị Trung Quốc, đồng thời kiêm nhiệm nhiều vị trí khác nhau.
Năm 2000, ông được bầu làm Ủy viên kiêm nhiệm của Ủy ban Khoa học và Công nghệ của Bộ Tổng trang bị Giải phóng quân. Đến năm 2003, ông là thành viên của Tổ thẩm định khoa học và công nghệ ngành hàng không vũ trụ của Ủy ban Học vị Quốc vụ viện Trung Quốc. Tháng 12 năm 2003, ông kiêm nhiệm chức vụ Chủ tịch Công ty trách nhiệm hữu hạn Truyền thông vệ tinh Hâm Nặc (Sino Satellite Communications). Từ tháng 3 năm 2004 đến tháng 12 năm 2005, ông cũng là Phó Chỉ huy trưởng Chương trình thám hiểm Mặt Trăng của Trung Quốc ở Dự án thứ I và thứ II. Đến tháng 7 năm 2006, ông kiêm nhiệm Chủ tịch Hội đồng quản trị Công ty trách nhiệm hữu hạn Tập đoàn Quốc tế Khoa học và Công nghệ Hàng không vũ trụ Trung Quốc (CASIL), Chủ nhiệm Ủy ban Quản lý công nghiệp Khoa học và Công nghệ Hàng không Thượng Hải, kiêm Chủ tịch Cơ sở công nghiệp Khoa học và Công nghệ Hàng không vũ trụ Thượng Hải. Bên cạnh đó, năm 2004, ông được bầu làm Phó Chủ tịch Hiệp hội Du hành vũ trụ Trung Quốc và là viện sĩ của Học viện Du hành vũ trụ Quốc tế từ 2007.
Tháng 9 năm 2007, Mã Hưng Thụy được bổ nhiệm làm Bí thư Đảng ủy, Tổng Giám đốc Tập đoàn Khoa học và Công nghệ Hàng không vũ trụ Trung Quốc. Tháng 10 cùng năm, ông kiêm nhiệm làm Chủ tịch Hiệp hội Du hành vũ trụ Trung Quốc, Phó Tổng Chỉ huy Chương trình Thần Châu, Tổng chỉ huy Dự án tên lửa tàu sân bay thế hệ mới của Trung Quốc từ tháng 12 năm 2008. Tháng 11 năm 2012, tại Đại hội Đảng Cộng sản Trung Quốc khóa XVIII, ông được bầu làm Ủy viên Ủy ban Trung ương Đảng Cộng sản Trung Quốc khóa XVIII nhiệm kỳ 2012 – 2017, cấp chính bộ, tỉnh.

### Chính trị

#### Cơ quan vũ trụ

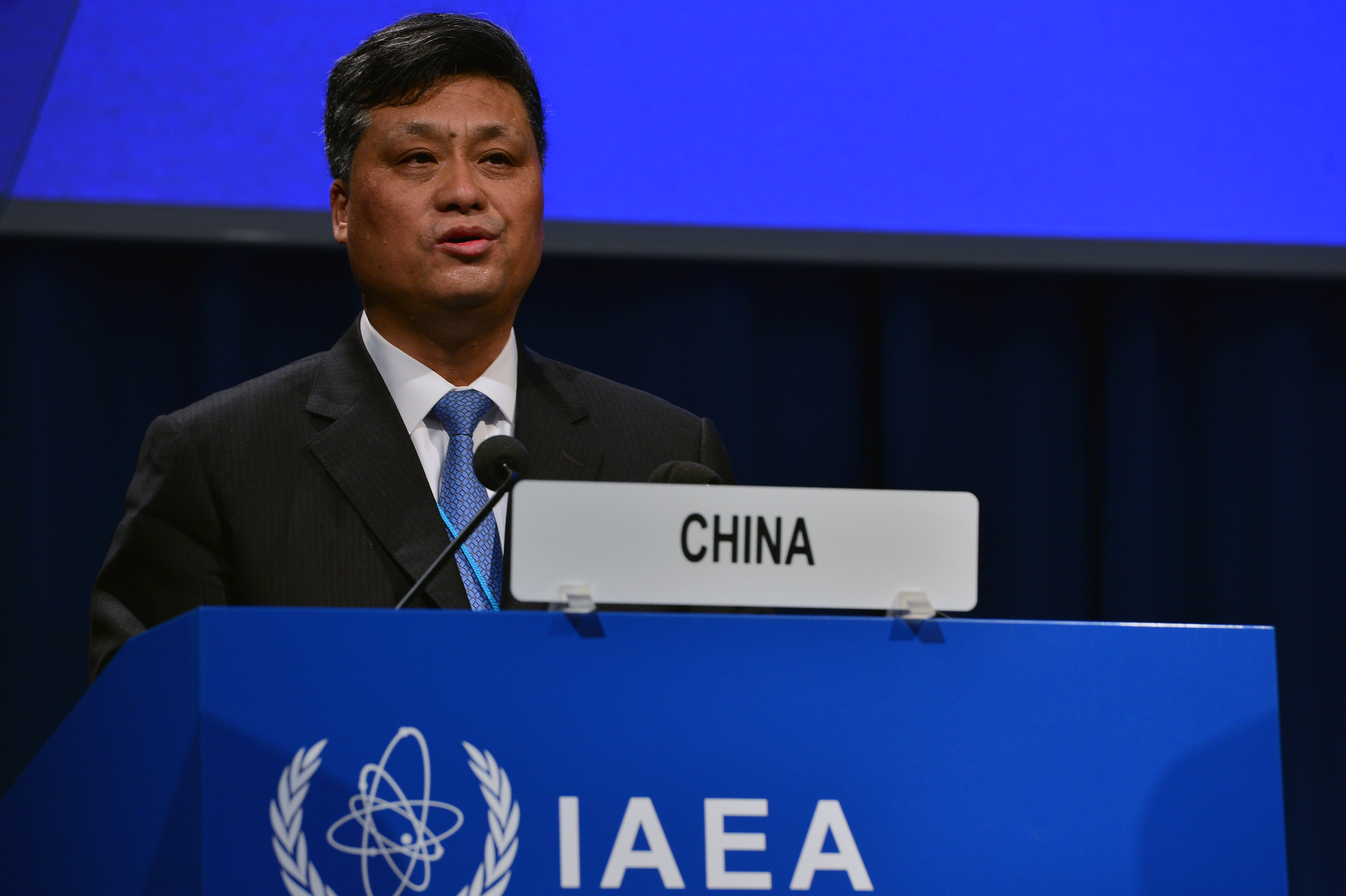
Mã Hưng Thụy phát biểu tại hội nghị Cơ quan Năng lượng Nguyên tử Quốc tế tại Áo năm 2013.

Tháng 3 năm 2013, Mã Hưng Thụy chính thức bắt đầu giai đoạn hoạt động chính trị khi được miễn nhiệm các chức vụ trong khối khoa học, công nghệ và doanh nghiệp nhà nước về hàng không vũ trụ, được Tổng lý Lý Khắc Cường bổ nhiệm làm Phó Bộ trưởng Bộ Công nghiệp và Công nghệ thông tin Trung Quốc, Ủy viên Đảng tổ. Ở vị trí này, ông lãnh đạo kiêm nhiệm các vị trí là Phó Bí thư Đảng tổ, Cục trưởng Cục Vũ trụ Quốc gia Trung Quốc, Chủ nhiệm Cơ quan Năng lượng nguyên tử Quốc gia, Cục trưởng Cục Khoa học Quốc phòng Quốc gia, Ủy viên Ủy ban chuyên môn Quân ủy trung ương Quốc vụ viện, thành viên Tiểu tổ lãnh đạo công tác phục hồi Đông Bắc Trung Quốc và các cơ sở công nghiệp cũ khác của Quốc vụ viện. Trong giai đoạn này, ông cũng là Tổng Chỉ huy Chương trình Thần Châu, Chủ tịch Tổ chức Hợp tác không gian Châu Á Thái Bình Dương.

#### Quảng Đông
Tháng 11 năm 2013, Mã Hưng Thụy được Ban Bí thư Trung ương Đảng chuyển tới công tác tại tỉnh Quảng Đông, điều vào Ban Thường vụ Tỉnh ủy Quảng Đông, nhậm chức Phó Bí thư Tỉnh ủy, Bí thư Ủy ban Chính trị và Pháp luật tỉnh Quảng Đông, kế nhiệm Chu Minh Quốc, chính trị gia bị kỷ luật và truy tố. Tháng 3 năm 2015, ông được Tỉnh ủy Quảng Đông điều sang làm Bí thư Thành ủy thành phố Thâm Quyến kiêm Bí thư thứ nhất Khu an ninh quốc phòng thành phố. Cũng trong năm này, thành phố xảy ra vụ Lở đất ở Thâm Quyến 2015, khiến 73 người chết, 4 người mất tích và 16 người bị thương. Vụ tai nạn được đoàn điều tra của Quốc vụ viện xếp vào loại không phải là tai biến địa chất tự nhiên mà là tai nạn về an toàn sản xuất. Ngày 25 tháng 12 năm 2015, ông và Thị trưởng Hứa Cần của Thâm Quyến đã cúi đầu xin lỗi toàn thành phố về tai nạn sạt lở đất.
Ngày 30 tháng 12 năm 2016, Hội nghị lần thứ 30 của Ủy ban Thường vụ Đại hội Đại biểu Nhân dân tỉnh Quảng Đông khóa XII đã quyết định bổ nhiệm Mã Hưng Thụy làm Phó Tỉnh trưởng kiêm Quyền Tỉnh trưởng Chính phủ Nhân dân tỉnh Quảng Đông, kế nhiệm Chu Tiểu Đan. Đây là lần đầu tiên trong sau 30 năm, một cán bộ từ tỉnh khác không trưởng thành trong tỉnh đảm nhận chức vụ Tỉnh trưởng Quảng Đông. Ngày 23 tháng 1 năm 2017, ông được bầu làm Tỉnh trưởng Quảng Đông chính thức, là Bí thư Đảng tổ Chính phủ tỉnh, đồng thời là Ủy viên Tiểu tổ Điều phối công tác trung tâm Hồng Kông và Ma Cao Trung ương. Tháng 10 năm 2017, ông tham gia đại hội đại biểu toàn quốc, tái đắc cử là Ủy viên Ủy ban Trung ương Đảng Cộng sản Trung Quốc khóa XIX tại Đại hội Đảng Cộng sản Trung Quốc lần thứ 19. Ngày 24 tháng 2 năm 2018, ông được bầu là đại biểu của Đại hội Đại biểu Nhân dân toàn quốc khóa XIII, từ tỉnh Quảng Đông.

#### Tân Cương
Vào ngày 25 tháng 12 năm 2021, Ủy ban Trung ương Đảng Cộng sản Trung Quốc quyết định điều Mã Hưng Thụy tới Khu tự trị Duy Ngô Nhĩ Tân Cương, kế nhiệm Ủy viên Bộ Chính trị khóa XIX Trần Toàn Quốc, vào Ban Thường vụ Khu ủy, nhậm chức Bí thư Đảng ủy Khu tự trị Duy Ngô Nhĩ Tân Cương, đồng thời là Bí thư thứ nhất và Chính ủy thứ nhất của Binh đoàn sản xuất và xây dựng Tân Cương, chính thức lãnh đạo toàn diện Tân Cương. Tháng 10 năm 2022, ông tham dự Đại hội Đảng Cộng sản Trung Quốc lần thứ XX, tài đắc cử Ủy viên Ủy ban Trung ương Đảng Cộng sản Trung Quốc khóa XX, sau đó được bầu làm Ủy viên Bộ Chính trị vào ngày 23 tháng 10 năm 2022.

## Thành tựu khoa học

### Vệ tinh

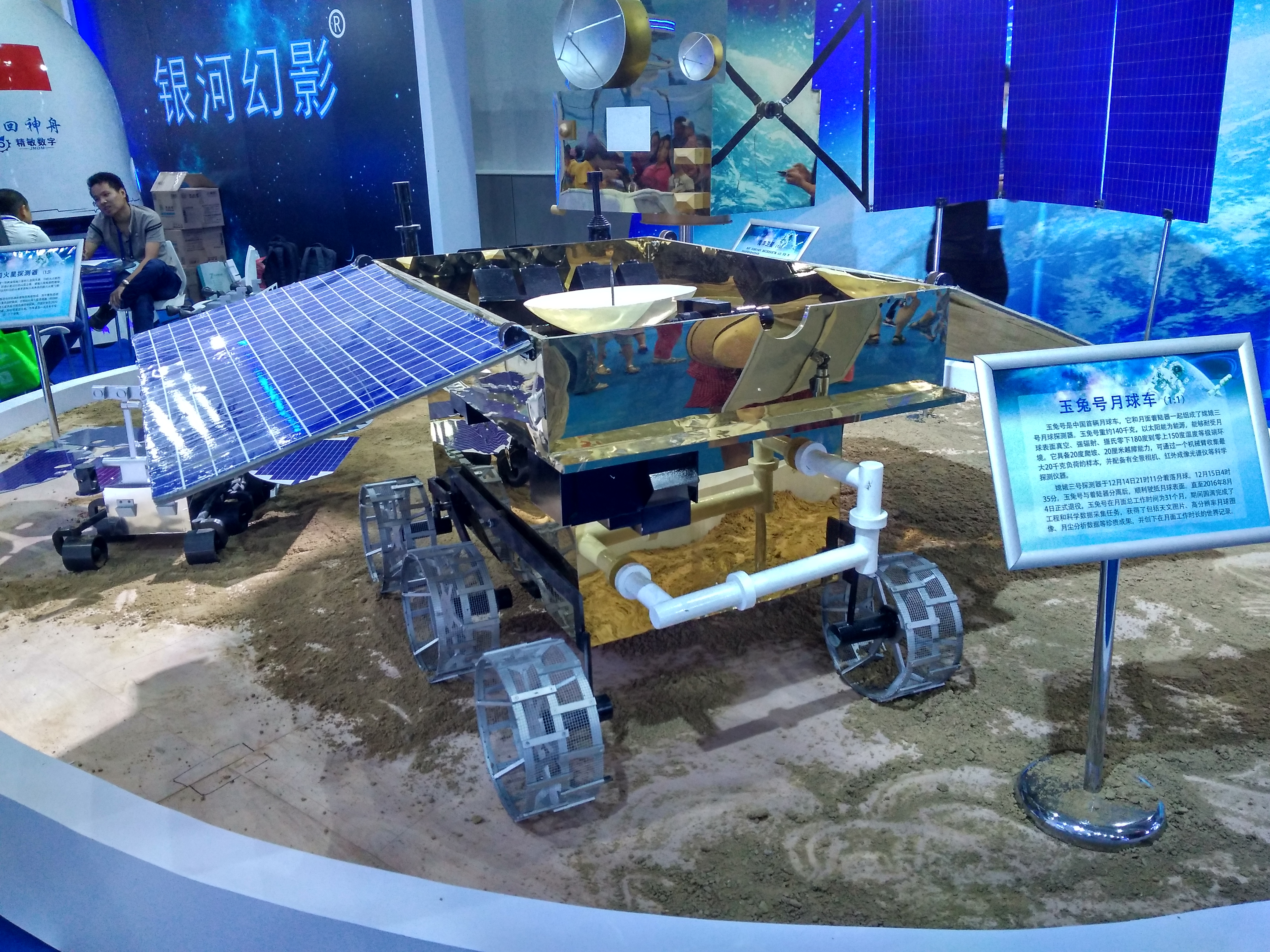
Mô hình tàu tự hành Thỏ Ngọc phóng kèm Thường Nga 3 trong Chương trình Mặt Trăng được Mã Hưng Thụy chỉ huy năm 2013.

Trong sự nghiệp của mình, Mã Hưng Thụy là một nhà khoa học cơ học và hàng không vũ trụ với nhiều công trình khoa học nổi tiếng ở cả Trung Quốc và quốc tế. Vào đầu những năm 1990, trên thế giới có một cơn sốt mạnh về vệ tinh cỡ nhỏ, ông bắt đầu nghiên cứu chế tạo cùng các kỹ sư kỹ thuật hàng không. Vào tháng 6 năm 1996, ông tham gia nghiên cứu vệ tinh cỡ nhỏ tại Học viện Công nghệ Cáp Nhĩ Tân, được coi là người tiên phong trong việc nghiên cứu vệ tinh cỡ nhỏ ở Trung Quốc, là Tổng chỉ huy và Thiết kế chính của vệ tinh cỡ nhỏ hiện đại đầu tiên của Trung Quốc, vệ tinh Shijian-5. Vào ngày 10 tháng 5 năm 1999, tên lửa Long March 4B đã phóng kết hợp kép, đưa vệ tinh Fengyun-1 và vệ tinh Shijian-5 vào không gian cùng nhau, hiện thực hóa khả năng của vệ tinh cỡ nhỏ Shijian-5. Vào mùa xuân năm 1997, Mã Hưng Thụy đến Thiên Tân để tư vấn dự án vệ tinh Ocean-1. Sau đó, năm 1999, ông là lãnh đạo và tổ chức kỹ thuật để hoàn thành thiết kế dự án Hải Dương vệ tinh Haiyang-1, phóng thành công vào ngày 15 tháng 5 năm 2002, khiến Trung Quốc có vệ tinh hàng hải đầu tiên trong lịch sử.

### Tàu vũ trụ
Khi giữ vị trí Tổng Chỉ huy Chương trình Thần Châu, Mã Hưng Thụy đã lãnh đạo thiết kế và phóng thành công bốn tàu vũ trụ là Thần Châu 7, Thần Châu 8, Thần Châu 9 và Thần Châu 10, vận chuyển và kết nối thành công trạm vũ trụ Thiên Cung 1. Ở Chương trình thám hiểm Mặt Trăng của Trung Quốc giai đoạn thứ 2, ông là Tổng Chỉ huy, tổ chức thiết kế và phòng thành công tàu vũ trụ Thường Nga 2, Thường Nga 3 và xe tự hành Thỏ Ngọc, thành công là tàu vũ trụ bay quanh Mặt Trăng đầu tiên của Trung Quốc, và là tàu vũ trụ đầu tiên trong 37 năm (1976 – 2013) thực hiện hạ cánh mềm trên Mặt Trăng, kể từ khi Liên Xô phóng tàu Luna 24 năm 1976.

## Giải thưởng
Trong sự nghiệp của mình, Mã Hưng Thụy nhận được nhiều giải thưởng về các thành tựu khoa học của mình. Có thể kể đến hai giải Nhì về tiến bộ khoa học và công nghệ cấp quốc gia về chế tạo vệ tinh, một giải Nhì về thành tích giáo dục cấp quốc gia khi hướng dẫn khoa học ở Cáp Nhĩ Tân, ba giải Nhất về khoa học công nghệ quốc phòng, sáu giải Nhì về tiến bộ khoa học và công nghệ cấp Bộ. Năm 1994, ông được chọn là nhân vật của Chương trình Tài năng xuất sắc xuyên thế kỷ (跨世纪优秀人才计划) của Ủy ban Giáo dục Quốc gia Trung Quốc, và cùng năm đó, ông được Quốc vụ viện trao phụ cấp đặc biệt của nhà nước. Năm 1995, ông được xếp hạng là ứng cử viên nhóm cấp một và cấp hai của Dự án Ngàn vạn Nhân tài Quốc gia Trung Quốc (国家百千万人才工程), và được đánh giá là chuyên gia trẻ và trung tuổi có những đóng góp xuất sắc cho đất nước năm 1996.

## Đời tư
Mã Hưng Thụy kết hôn với vợ là Vinh Lệ năm 1984, có một con gái. Hai người là bạn cùng lớp đại học, kết hôn sau khi cùng tốt nghiệp, ông bắt đầu sự nghiệp khoa học, và bà là giảng viên Đại học Cáp Nhĩ Tân sau đó.